# داريل فلاهافان
داريل فلاهافان (بالإنجليزية: Darryl Flahavan) (28 نوفمبر 1978 بساوثهامبتون في المملكة المتحدة - ) هو لاعب كرة قدم بريطاني في مركز حراسة المرمى. لعب مع أولدهام أثلتيك وكريستال بالاس وليدز يونايتد ونادي بورتسموث ونادي بورنموث ونادي ساوثهامبتون ونادي وكينغ ونادي كرولي تاون ونادي ساوثيند يونايتد.

## وصلات خارجية
- داريل فلاهافان على موقع قاعدة بيانات كرة القدم.إي يو (الإنجليزية)
- داريل فلاهافان على موقع Soccerbase.com (لاعب) (الإنجليزية)